# José Carlos Pastor
José Carlos Pastor Jimeno (Madrid, 28 de agosto de 1951-Valladolid, 30 de enero de 2025)fue un oftalmólogo, investigador y catedrático de la Universidad de Valladolid. Fundador del Instituto Universitario de Oftalmobiología Aplicada (IOBA). Pionero en la promoción de la colaboración internacional en investigación oftalmológica, participando en diversas redes científicas y proyectos conjuntos.

## Biografía
José Carlos nació en Madrid (1951). En 1968 se trasladó a Pamplona, donde se licenció en la facultad de Medicina de la Universidad de Navarra (1968-1974). Al año siguiente, bajo la dirección del catedrático Diego Díaz Domínguez, se doctoró —con sobresaliente cum laude— en la misma facultad, con una tesis doctoral sobre los efectos de la fotocoagulación sobre la Retinopatía Diabética: Estudio campimétrico y electroretinográfico.
Concluida la tesis, comenzó su carrera docente en la Universidad de Navarra, en la que fue: alumno interno del Departamento de Anatomía Patológica (1974), profesor ayudante de clases prácticas (1974-1976), profesor adjunto interino (1976-1979) y encargado de Cátedra (1977-1979). En mayo de 1979 se trasladó a Santiago de Compostela, donde fue profesor agregado de Oftalmología de la Universidad Compostelana (1979-1981). En marzo de 1981, se desplazó a Valladolid, donde permanecería el resto de su vida, tras ganar la Cátedra de Oftalmología de la Universidad de Valladolid. En dicha Universidad fue vicerrector de Investigación (1987-1991). Tiempo después fundó el Instituto Universitario de Oftalmobiología Aplicada - IOBA (diciembre 1994), que dirigiría hasta julio de 2016. El IOBA fue el primer instituto en España dedicado a la Oftalmología, Optometría y las Ciencias de la Visión, que une a la investigación aplicada, la asistencia clínica especializada.
Sus principales líneas de investigación se centraron en: Retinopatía Diabética, Presión intraocular, Alergia ocular, Reparación vitreoretiniana y Terapia celular en Degeneración Macular Asociada a la Edad.
José Carlos falleció el 30 de enero de 2025, a consecuencia de cáncer de próstata con metástasis, que sufría desde hacía dos años. La manera en la que afrontó la enfermedad durante esos años fue motivo de inspiración para enfermos de cáncer.

## Academias y Asociaciones a las que pertenece
Es miembro, entre otras, de las siguientes academias y asociaciones:
- Sociedad Española de Oftalmología (1975)
- Socio fundador de la Sociedad Oftalmológica del Norte (1977-1979)
- Sociétè Francaise D'Ophtalmologie (1977-1991)
- Sociedad Española de Educación Médica - SEDEM (1985-1992)
- European Glaucoma Society (1985)
- Association for Research in Vision and Ophthalmology - ARVO (1989)
- International Ocular Inflammation Society (1992)
- European VitreoRetinal Society (2003)
- European Society of Retina Specialists - EURETINA (2007)
- Academia Ophthalmologica Europeae (2004)
- ESRS Research Committee (2008)
- Vocal de la Sociedad Española de Estrabología (1982-1985)
- Secretario del club Español de Glaucoma (1985)
- Académico corresponsal de la Real Academia de Medicina y Cirugía de Valladolid (1989)
- Académico electo de la Real Academia de Medicina y Cirugía de Valladolid (2007)
- Vocal de la Comisión Nacional de Especialidades (1985-1990 y 1992-2006)
- Vocal del Comité Asesor de Ciencias Biomédicas de la Comisión Nacional Evaluadora de la Actividad Investigadora (2004-2006)
- Coordinador General de la Red de Oftalmología del Instituto de Salud Carlos III (2012)
- Director de Archivos de la Sociedad Española de Oftalmología (1995-2000)

## Premios
Ha sido distinguido con diversos premios, entre los que se encuentran los siguientes:
- Premio Luis Verderau, de la Sociedad Catalana de Oftalmología (1976)
- Premio Arruga de la Sociedad Española de Oftalmología (1987)
- Premio Alcon Cirugía, otorgado por la Sociedad Española de Oftalmología (1988 y 1989)
- Premio Castroviejo de la Sociedad Española de Oftalmología (1996)
- Premio Nacional Sanofi 1997 al trabajo Campaña de Prevención de la Ceguera por Retinopatía diabética.
- Premio anual del Diario El Norte de Castilla al Instituto Universitario de Oftalmobiología Aplicada (1998)
- Piñón de Oro, otorgado por la Casa de Valladolid en Madrid al Instituto Universitario de Oftalmobiología Aplicada (2001)
- Premio del Consejo Social de la Universidad de Valladolid (2005)
- Premio Castilla y León de Investigación Científica y Técnica (2015).